# Coupe d'Afrique des nations de football 2015
Navigation
Afrique du Sud 2013 Gabon 2017
La coupe d'Afrique des nations de football 2015 est la 30e édition de la coupe d'Afrique des nations de football. Elle se déroule du 17 janvier au 8 février 2015, en Guinée équatoriale, après le désistement du Maroc. L'équipe du Nigeria de football, tenante du titre, n'est pas qualifiée. La Côte d'Ivoire, victorieuse de la séance de tirs au but en finale contre le Ghana (0-0 a.p.) , s'empare du trophée pour la deuxième fois de son histoire.

## Organisation
La phase finale de cette édition devait se dérouler au royaume du Maroc. Cela aurait été la deuxième fois que le Maroc organise cet événement après l'organisation de la CAN 1988.
Officiellement par mesure de précaution, face à l'ampleur de l'épidémie du virus d'Ebola, le Maroc a demandé vendredi 10 octobre 2014, le report de la phase finale.
Cette demande fait suite à la décision du ministère marocain de la santé, afin d'éviter les rassemblements auxquels prennent part des pays touchés par la maladie à virus Ebola. Fin août, le gouvernement du royaume avait annoncé la mise en place d'une «commission nationale» chargée de préparer un «plan sanitaire» contre Ebola dans la perspective de la CAN. Le Maroc, qui a jusque-là affiché une solidarité à toute épreuve envers les pays touchés par l'épidémie, accueille sur son sol les rencontres de la Guinée. Le royaume est également le seul pays, via sa compagnie nationale Royal Air Maroc, à avoir maintenu des liaisons aériennes avec les pays frappés de plein fouet par le virus Ebola.
Après trois semaines de disputes entre le Maroc et la Confédération africaine de football (CAF), finalement, le 11 novembre, la CAF indique que le Maroc n'est plus l'organisateur du tournoi et que son équipe nationale est disqualifiée, pour une ou deux éditions,.
Le 14 novembre 2014, la Guinée équatoriale, qui a co-organisé la CAN 2012 est désignée comme pays organisateur.

## Villes et stades
| Bata                         | Malabo                                     | \| Malabo Bata Mongomo Ebebiyín \| | Mongomo             | Ebebiyín                  |
| Estadio de Bata              | Nuevo Estadio de Malabo                    | \| Malabo Bata Mongomo Ebebiyín \| | Estadio de Mongomo  | Nuevo Estadio de Ebebiyín |
| Le stade de Bata             | Le stade de Malabo, en Guinee Equatoriale. | \| Malabo Bata Mongomo Ebebiyín \| | Le stade de Mongomo | Illustration manquante    |
| Capacité : 40 000            | Capacité : 20 000                          | \| Malabo Bata Mongomo Ebebiyín \| | Capacité : 4 000    | Capacité : 5 000          |
| Malabo Bata Mongomo Ebebiyín |                                            |                                    |                     |                           |

## Qualifications
Les 21 premières équipes du classement de la CAF seront directement qualifiées pour la phase de groupes, les 30 autres vont passer par un tour préliminaire entre mai et août 2014. Les sept premiers de ce tour préliminaire accéderont à la phase de groupes. En phase finale des qualifications, les 28 équipes qui vont rester seront réparties en 7 groupes de 4 équipes chacun.
Outre les deux premiers de chaque groupe, le pays hôte et le meilleur 3e des 7 groupes seront qualifiés pour la phase finale.
Les rencontres de la phase de groupe se dérouleront du 5 septembre au 19 novembre 2014. Le tirage au sort de cette phase aura lieu le 27 avril, lors de la réunion du Comité exécutif de la CAF au Caire, le tirage au sort de la phase finale aura lieu, le 26 novembre 2014, dans une ville qui sera désignée ultérieurement.

### Qualifiés
| Pays               | Position                     | Participations | Meilleur résultat                      |
| ------------------ | ---------------------------- | --- | -------------------------------------- |
| Cap-Vert,          | Premier du groupe F          | 01 (2013) | Quart de finale 2013                   |
| Algérie            | Premier du groupe B          | 15 (1968, 1980, 1982, 1984, 1986, 1988, 1990, 1992, 1996, 1998, 2000, 2002, 2004, 2010, 2013)                               | Vainqueur · 1990                       |
| Guinée équatoriale | Pays hôte, qualifié d'office | 01 (2012) | Demi finale 2015                       |
| Tunisie            | Premier du groupe G          | 16 (1962, 1963, 1965, 1978, 1982, 1994, 1996, 1998, 2000, 2002, 2004, 2006, 2008, 2010, 2012, 2013)                         | Vainqueur · 2004                       |
| Afrique du Sud     | Premier du groupe A          | 08 (1996, 1998, 2000, 2002, 2004, 2006, 2008, 2013)                                                                         | Vainqueur · 1996                       |
| Burkina Faso       | Deuxième du groupe C         | 09 (1978, 1996, 1998, 2000, 2002, 2004, 2010, 2012, 2013)                                                                   | Finaliste · 2013                       |
| Gabon              | Premier du groupe C          | 05 (1994, 1996, 2000, 2010, 2012)                                                                                           | Quart de finale 1996, 2012             |
| Cameroun           | Premier du groupe D          | 16 (1970, 1972, 1982, 1984, 1986, 1988, 1990, 1992, 1996, 1998, 2000, 2002, 2004, 2006, 2008, 2010)                         | Vainqueur (4) · 1984, 1988, 2000, 2002 |
| Zambie             | Deuxième du groupe F         | 16 (1974, 1978, 1982, 1986, 1990, 1992, 1994, 1996, 1998, 2000, 2002, 2006, 2008, 2010, 2012, 2013)                         | Vainqueur · 2012                       |
| Sénégal            | Deuxième du groupe G         | 12 (1965, 1968, 1986, 1990, 1992, 1994, 2000, 2002, 2004, 2006, 2008, 2012)                                                 | Finaliste · 2002                       |
| Côte d'Ivoire      | Deuxième du groupe D         | 20 (1965, 1968, 1970, 1974, 1980, 1984, 1986, 1988, 1990, 1992, 1994, 1996, 1998, 2000, 2002, 2006, 2008, 2010, 2012, 2013) | Vainqueur · 1992                       |
| Ghana              | Premier du groupe E          | 19 (1963, 1965, 1968, 1970, 1978, 1980, 1982, 1984, 1992, 1994, 1996, 1998, 2000, 2002, 2006, 2008, 2010, 2012, 2013)       | Vainqueur (4) · 1963, 1965, 1978, 1982 |
| Guinée             | Deuxième du groupe E         | 10 (1970, 1974, 1976, 1980, 1994, 1998, 2004, 2006, 2008, 2012)                                                             | Finaliste · 1976                       |
| Congo              | Deuxième du groupe A         | 06 (1968, 1972, 1974, 1978, 1992, 2000)                                                                                     | Vainqueur · 1972                       |
| Mali               | Deuxième du groupe B         | 08 (1972, 1994, 2002, 2004, 2008, 2010, 2012, 2013)                                                                         | Finaliste · 1972                       |
| RD Congo           | Meilleur troisième           | 16 (1965, 1968, 1970, 1972, 1974, 1976, 1988, 1992, 1994, 1996, 1998, 2000, 2002, 2004, 2006, 2013)                         | Vainqueur (2) · 1968, 1974             |

## Tirage au sort
Le tirage au sort de l'édition 2015 de la Coupe d'Afrique des nations de football (CAN) a lieu le 3 décembre 2014 à Malabo. La détermination des quatre chapeaux utilisés pour le tirage au sort est déterminé par le résultat de chacun des participants lors des trois dernières éditions. 
Les 16 équipes sont réparties en quatre pots, basés sur le classement CAF, avec la Guinée équatoriale placée dans le pot 1. Le classement comprend les résultats lors des qualifications à la Coupe d'Afrique des nations de football 2015 (coefficient 2), la CAN 2013 (coefficient 3) et ses qualifications, la CAN 2012 (coefficient 2), les qualifications à la Coupe d'Afrique des nations de football 2012 (coefficient 0,5), et les éliminatoires de la Coupe du monde 2014.

Les chapeaux sont les suivants  :
| Chapeau 1                                                                                            | Chapeau 2                                                               | Chapeau 3                                                                        | Chapeau 4                                                         |
| --- | ----------------------------------------------------------------------- | -------------------------------------------------------------------------------- | ----------------------------------------------------------------- |
| Guinée équatoriale (pays-hôte ; assigné en A1) Ghana (48 pts) Côte d'Ivoire (44 pts) Zambie (41 pts) | Burkina Faso (40 pts) Mali (38 pts) Tunisie (32.5 pts) Algérie (28 pts) | Cap-Vert (26.5 pts) Afrique du Sud (23.5 pts) Cameroun (23.5 pts) Gabon (22 pts) | Guinée (19 pts) Sénégal (19 pts) RD Congo (18 pts) Congo (13 pts) |

## Récit de la compétition
Lors du match d'ouverture, la Guinée équatoriale, pays hôte, surprend par sa belle qualité de jeu lors de la première mi-temps et accroche le Congo (1-1) qui arrache l'égalisation sur le fil. Deuxième match du groupe A, et le Gabon surprend le Burkina Faso, vice-champion d'Afrique (2-0). Le lendemain, la Tunisie, outsider dans la compétition, est accrochée par le Cap-Vert (1-1), à la suite d'un penalty généreusement accordé par l'arbitre aux Cap-Verdiens. Même score dans ce groupe B entre la RD Congo et la Zambie, champion surprise en 2012. Le 19 janvier, c'est la poule C, celle de la mort, qui joue. Le Ghana, un des prétendants au titre, est battu par l'outsider sénégalais (1-2) tandis que le grand favori désigné, l'Algérie, dispose difficilement de l'Afrique du Sud (3-1). Les sud-africains ont manqué un penalty alors qu'ils menaient 1-0. Lors de la première journée du groupe D, la Côte d'Ivoire, encore parmi les possibles vainqueurs, est neutralisée à la surprise générale mais avec mérite par la Guinée, pays où sévit Ebola. De son côté le Cameroun, une des meilleures équipes des qualifications mais humilié lors du Mondial, ne peut faire mieux qu'un nul contre le Mali, troisième des deux dernières éditions mais inquiétant en éliminatoires (1-1).
Pour la deuxième journée, la Guinée Equatoriale tient le 0-0 contre le Burkina, encore une fois très inefficace malgré de nombreuses occasions, et qui se retrouve avec 1 point à une journée de la fin. Le Congo surprend le Gabon (1-0) alors que peu s'y attendaient, et prend les commandes du groupe A (4 pts). Dans le groupe B, La Tunisie s'arrache pour battre la Zambie (2-1) malgré 50 minutes catastrophiques archi-dominées par les zambiens (20e-70e minute) et trois penalties non sifflés pour les tunisiens. La Tunisie se retrouve en tête du groupe (4 pts) puisque la RD Congo et le Cap-Vert se neutralisent (0-0). Dans un choc du groupe C, le Ghana l'emporte sur un but de dernière minute face à une Algérie inefficace (1-0). Le Sénégal accroche l'Afrique du Sud (1-1) et se positionne en premier du groupe (4 pts). La Côte d'Ivoire déçoit encore et arrache un deuxième match nul face au Mali (1-1). La Guinée obtient le nul contre le Cameroun (1-1). Dans la poule D, les quatre équipes sont à égalité parfaite à une journée de la fin.
Troisième et dernière journée. Dans le groupe A, le Congo (vainqueur du Burkina 2-1, 7 pts) et le pays hôte la Guinée équatoriale (vainqueur du Gabon 2-0, 5 pts) éliminent les deux favoris, le Burkina Faso vice-champion en titre et le Gabon d'Aubameyang. Dans le groupe B, La RD Congo accroche difficilement la Tunisie (1-1) et finit deuxième derrière son adversaire grâce à son nombre de buts marqués par rapport au Cap-Vert, neutralisé par la Zambie (0-0). Le Sénégal, en bonne position dans le groupe de la mort, s'écroule contre l'Algérie (0-2) et chute à la troisième place. Le Ghana, vainqueur in-extremis de l'Afrique du Sud (2-1) finit premier à la différence de buts particulière devant les algériens. Dans le groupe D, la Côte d'Ivoire élimine le Cameroun -un des favoris de la CAN- (1-0) qui l'avait pourtant battu 4-1 en qualifications. La Guinée et le Mali ne parviennent pas à se départager (1-1) et sont à égalité parfaite. Le tirage au sort porte chance aux guinéens qui se qualifient. Le programme des quarts de finale : le derby RD Congo-Congo Brazzaville, le pays hôte la Guinée Équatoriale en challenge contre la Tunisie, le Ghana qui essaiera de se qualifier pour le dernier carré une cinquième fois consécutive contre la Guinée et le choc entre deux favoris, Algérie contre Côte d'Ivoire.

## Groupes
Voici la liste des groupes à la suite du tirage au sort du 3 décembre 2014.
| Groupe A                  | Groupe B | Groupe C       | Groupe D      |
| ------------------------- | -------- | -------------- | ------------- |
| Guinée équatoriale (hôte) | Tunisie  | Algérie        | Côte d'Ivoire |
| Congo                     | RD Congo | Sénégal        | Guinée        |
| Burkina Faso              | Zambie   | Ghana          | Mali          |
| Gabon                     | Cap-Vert | Afrique du Sud | Cameroun      |

### Règles de classement
Les règles suivantes sont éditées par la Confédération africaine de football.
En cas d’égalité de points entre deux équipes, au terme des matches de groupe, les équipes sont départagées selon les critères successifs suivants :
- le plus grand nombre de points obtenus lors de la rencontre entre les deux équipes
- la meilleure différence de buts dans tous les matches du groupe
- le plus grand nombre de buts marqués dans tous les matches du groupe
- un tirage au sort effectué par la Commission d’Organisation

En cas d’égalité de points entre plus de deux équipes au terme des matches de groupe, les équipes sont départagées selon les critères successifs suivants :
- le plus grand nombre de points obtenus lors des rencontres entre les équipes
- la meilleure différence de buts lors des rencontres entre les équipes
- le plus grand nombre de buts marqués lors des rencontres entre les équipes
- si deux équipes sont encore à égalité, les critères précédents sont appliqués aux matches entre celles-ci avant de poursuivre
- la meilleure différence de buts dans tous les matches du groupe
- le plus grand nombre de buts marqués dans tous les matches du groupe
- un tirage au sort effectué par la Commission d’Organisation

### Groupe A

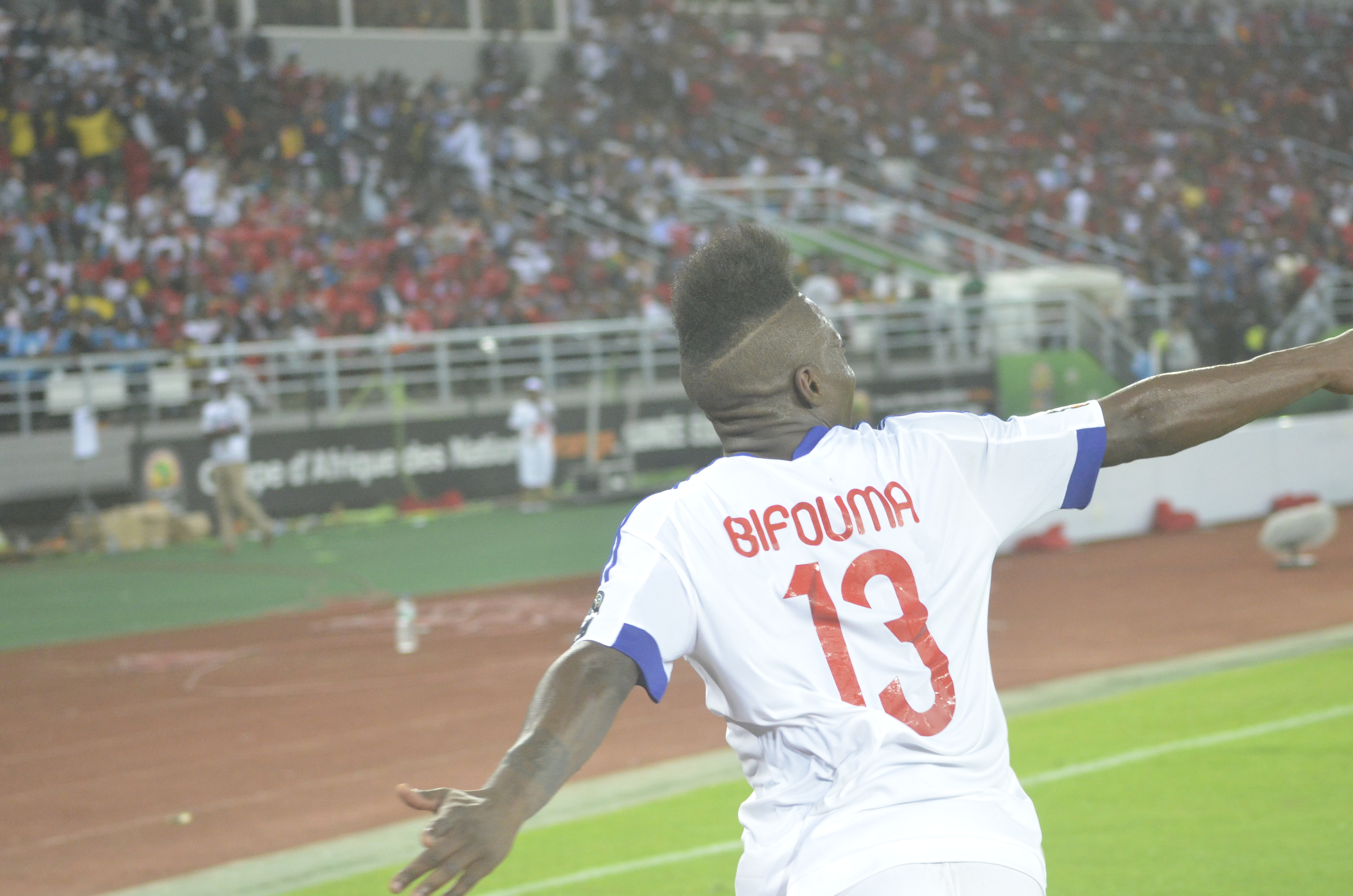
Célébration de Thievy Bifouma après son but contre la Guinée équatoriale (1-1).

| Rang | Équipe             | Pts | J | G | N | P | Bp | Bc | Diff |
| ---- | ------------------ | --- | - | - | - | - | -- | -- | ---- |
| 1    | Congo              | 7   | 3 | 2 | 1 | 0 | 4  | 2  | +2   |
| 2    | Guinée équatoriale | 5   | 3 | 1 | 2 | 0 | 3  | 1  | +2   |
| 3    | Gabon              | 3   | 3 | 1 | 0 | 2 | 2  | 3  | -1   |
| 4    | Burkina Faso       | 1   | 3 | 0 | 1 | 2 | 1  | 4  | -3   |

1re journée
| 17 janvier 2015 | Guinée équatoriale | 1 - 1   | Congo              | Estadio de Bata, Bata                                          |                                                                |
| 17:00 UTC+1     | Emilio Nsue 16e    | (1 - 0) | 87e Thievy Bifouma | Arbitrage : Bakary Papa Gassama Evarist Menkouande Marwa Range | Arbitrage : Bakary Papa Gassama Evarist Menkouande Marwa Range |
| 17:00 UTC+1     | Rapport            |         |                    | Arbitrage : Bakary Papa Gassama Evarist Menkouande Marwa Range | Arbitrage : Bakary Papa Gassama Evarist Menkouande Marwa Range |

| 17 janvier 2015 | Burkina Faso | 0 - 2   | Gabon                                             | Estadio de Bata, Bata                                                       |                                                                             |
| 20:00 UTC+1     |              | (0 - 1) | 19e Pierre-Emerick Aubameyang · 72e Malick Evouna | Arbitrage : Rajindraparsad Seechurn Angesom Ogbamariam Zakhele Thusi Siwela | Arbitrage : Rajindraparsad Seechurn Angesom Ogbamariam Zakhele Thusi Siwela |
| 20:00 UTC+1     | Rapport      |         |                                                   | Arbitrage : Rajindraparsad Seechurn Angesom Ogbamariam Zakhele Thusi Siwela | Arbitrage : Rajindraparsad Seechurn Angesom Ogbamariam Zakhele Thusi Siwela |

2e journée
| 21 janvier 2015 | Guinée équatoriale | 0 - 0   | Burkina Faso | Estadio de Bata, Bata                                       |                                                             |
| 17:00 UTC+1     |                    | (0 - 0) |              | Arbitrage : Sidi Alioum Evarist Menkouande Waleed Ahmed Ali | Arbitrage : Sidi Alioum Evarist Menkouande Waleed Ahmed Ali |
| 17:00 UTC+1     | Rapport            |         |              | Arbitrage : Sidi Alioum Evarist Menkouande Waleed Ahmed Ali | Arbitrage : Sidi Alioum Evarist Menkouande Waleed Ahmed Ali |

| 21 janvier 2015 | Gabon   | 0 - 1   | Congo               | Estadio de Bata, Bata                                                                    |                                                                                          |
| 20:00 UTC+1     |         | (0 - 0) | 49e Prince Oniangué | Arbitrage : Victor Miguel de Freitas Gomes Peter Elgam Edibe Tahssen Abo El Sadat Bedyer | Arbitrage : Victor Miguel de Freitas Gomes Peter Elgam Edibe Tahssen Abo El Sadat Bedyer |
| 20:00 UTC+1     | Rapport |         |                     | Arbitrage : Victor Miguel de Freitas Gomes Peter Elgam Edibe Tahssen Abo El Sadat Bedyer | Arbitrage : Victor Miguel de Freitas Gomes Peter Elgam Edibe Tahssen Abo El Sadat Bedyer |

3e journée
| 25 janvier 2015 | Gabon   | 0 - 2   | Guinée équatoriale                           | Estadio de Bata, Bata                                          |                                                                |
| 19:00 UTC+1     |         | (0 - 0) | 55e (pen.) Javier Balboa · 86e Ibán Salvador | Arbitrage : Noumandiez Doué Djibril Camara Aboubacar Doumbouya | Arbitrage : Noumandiez Doué Djibril Camara Aboubacar Doumbouya |
| 19:00 UTC+1     | Rapport |         |                                              | Arbitrage : Noumandiez Doué Djibril Camara Aboubacar Doumbouya | Arbitrage : Noumandiez Doué Djibril Camara Aboubacar Doumbouya |

| 25 janvier 2015 | Congo                                            | 2 - 1   | Burkina Faso       | Nuevo Estadio de Ebebiyín, Ebebiyín                                           |                                                                               |
| 19:00 UTC+1     | Thievy Bifouma 51e · Fabrice N'Guessi Ondama 87e | (0 - 0) | 86e Aristide Bancé | Arbitrage : Joseph Odartei Lamptey El Hadji Malick Samba Oamogetse Godisamang | Arbitrage : Joseph Odartei Lamptey El Hadji Malick Samba Oamogetse Godisamang |
| 19:00 UTC+1     | Rapport                                          |         |                    | Arbitrage : Joseph Odartei Lamptey El Hadji Malick Samba Oamogetse Godisamang | Arbitrage : Joseph Odartei Lamptey El Hadji Malick Samba Oamogetse Godisamang |

### Groupe B
| Rang | Équipe   | Pts | J | G | N | P | Bp | Bc | Diff |
| ---- | -------- | --- | - | - | - | - | -- | -- | ---- |
| 1    | Tunisie  | 5   | 3 | 1 | 2 | 0 | 4  | 3  | +1   |
| 2    | RD Congo | 3   | 3 | 0 | 3 | 0 | 2  | 2  | 0    |
| 3    | Cap-Vert | 3   | 3 | 0 | 3 | 0 | 1  | 1  | 0    |
| 4    | Zambie   | 2   | 3 | 0 | 2 | 1 | 2  | 3  | -1   |

1re journée
| 18 janvier 2015 | Zambie               | 1 - 1   | RD Congo            | Nuevo Estadio de Ebebiyín, Ebebiyín                                          |                                                                              |
| 17:00 UTC+1     | Given Singuluma 2e   | (1 - 0) | 66e Yannick Bolasie | Arbitrage : Ghead Zaglol Grisha Waleed Ahmed Ali Tahssen Abo El Sadat Bedyer | Arbitrage : Ghead Zaglol Grisha Waleed Ahmed Ali Tahssen Abo El Sadat Bedyer |
| 17:00 UTC+1     | Rapport non-officiel |         |                     | Arbitrage : Ghead Zaglol Grisha Waleed Ahmed Ali Tahssen Abo El Sadat Bedyer | Arbitrage : Ghead Zaglol Grisha Waleed Ahmed Ali Tahssen Abo El Sadat Bedyer |

| 18 janvier 2015 | Tunisie                | 1 - 1   | Cap-Vert          | Nuevo Estadio de Ebebiyín, Ebebiyín                                     |                                                                         |
| 20:00 UTC+1     | Mohamed Ali Moncer 70e | (0 - 0) | 78e (pen.) Héldon | Arbitrage : Eric Otogo-Castane Aboubacar Doumbouya Theogene Ndagijimana | Arbitrage : Eric Otogo-Castane Aboubacar Doumbouya Theogene Ndagijimana |
| 20:00 UTC+1     | Rapport non-officiel   |         |                   | Arbitrage : Eric Otogo-Castane Aboubacar Doumbouya Theogene Ndagijimana | Arbitrage : Eric Otogo-Castane Aboubacar Doumbouya Theogene Ndagijimana |

2e journée
| 22 janvier 2015 | Zambie               | 1 - 2   | Tunisie                                   | Nuevo Estadio de Ebebiyín, Ebebiyín                                            |                                                                                |
| 17:00 UTC+1     | Emmanuel Mayuka 59e  | (0 - 0) | 70e Ahmed Akaichi · 89e Yassine Chikhaoui | Arbitrage : Aboubacar Mario Bangoura Songuifolo Yeo Jerson Emiliano Dos Santos | Arbitrage : Aboubacar Mario Bangoura Songuifolo Yeo Jerson Emiliano Dos Santos |
| 17:00 UTC+1     | Rapport non-officiel |         |                                           | Arbitrage : Aboubacar Mario Bangoura Songuifolo Yeo Jerson Emiliano Dos Santos | Arbitrage : Aboubacar Mario Bangoura Songuifolo Yeo Jerson Emiliano Dos Santos |

| 22 janvier 2015 | RD Congo             | 0 - 0   | Cap-Vert | Nuevo Estadio de Ebebiyín, Ebebiyín                              |                                                                  |
| 20:00 UTC+1     |                      | (0 - 0) |          | Arbitrage : Malang Diedhiou Djibril Camara El Hadji Malick Samba | Arbitrage : Malang Diedhiou Djibril Camara El Hadji Malick Samba |
| 20:00 UTC+1     | Rapport non-officiel |         |          | Arbitrage : Malang Diedhiou Djibril Camara El Hadji Malick Samba | Arbitrage : Malang Diedhiou Djibril Camara El Hadji Malick Samba |

3e journée
| 26 janvier 2015 | Cap-Vert             | 0 - 0   | Zambie | Nuevo Estadio de Ebebiyín, Ebebiyín                      |                                                          |
| 19:00 UTC+1     |                      | (0 - 0) |        | Arbitrage : Sidi Alioum Marwa Range Zakhele Thusi Siwela | Arbitrage : Sidi Alioum Marwa Range Zakhele Thusi Siwela |
| 19:00 UTC+1     | Rapport non-officiel |         |        | Arbitrage : Sidi Alioum Marwa Range Zakhele Thusi Siwela | Arbitrage : Sidi Alioum Marwa Range Zakhele Thusi Siwela |

| 26 janvier 2015 | RD Congo             | 1 - 1   | Tunisie           | Estadio de Bata, Bata                                           |                                                                 |
| 19:00 UTC+1     | Jérémy Bokila 66e    | (0 - 1) | 31e Ahmed Akaichi | Arbitrage : Bakary Papa Gassama Redouane Achik Yahaya Mahamadou | Arbitrage : Bakary Papa Gassama Redouane Achik Yahaya Mahamadou |
| 19:00 UTC+1     | Rapport non-officiel |         |                   | Arbitrage : Bakary Papa Gassama Redouane Achik Yahaya Mahamadou | Arbitrage : Bakary Papa Gassama Redouane Achik Yahaya Mahamadou |

### Groupe C
| Rang | Équipe         | Pts | J | G | N | P | Bp | Bc | Diff |
| ---- | -------------- | --- | - | - | - | - | -- | -- | ---- |
| 1    | Ghana          | 6   | 3 | 2 | 0 | 1 | 4  | 3  | +1   |
| 2    | Algérie        | 6   | 3 | 2 | 0 | 1 | 5  | 2  | +3   |
| 3    | Sénégal        | 4   | 3 | 1 | 1 | 1 | 3  | 4  | -1   |
| 4    | Afrique du Sud | 1   | 3 | 0 | 1 | 2 | 3  | 6  | -3   |

1re journée
| 19 janvier 2015 | Ghana                 | 1 - 2   | Sénégal                                 | Estadio de Mongomo, Mongomo                                      |                                                                  |
| 17:00 UTC+1     | André Ayew 14e (pen.) | (1 - 0) | 58e Mame Biram Diouf · 90+3e Moussa Sow | Arbitrage : Bernard Camille Peter Elgam Edibe Hassan Egueh Yacin | Arbitrage : Bernard Camille Peter Elgam Edibe Hassan Egueh Yacin |
| 17:00 UTC+1     | Rapport non-officiel  |         |                                         | Arbitrage : Bernard Camille Peter Elgam Edibe Hassan Egueh Yacin | Arbitrage : Bernard Camille Peter Elgam Edibe Hassan Egueh Yacin |

| 19 janvier 2015 | Algérie                                                               | 3 - 1   | Afrique du Sud  | Estadio de Mongomo, Mongomo                                        |                                                                    |
| 20:00 UTC+1     | Thulani Hlatshwayo 67e (csc) · Faouzi Ghoulam 72e · Islam Slimani 83e | (0 - 0) | 51e Thuso Phala | Arbitrage : Noumandiez Doué Songuifolo Yeo Jean Claude Birumushahu | Arbitrage : Noumandiez Doué Songuifolo Yeo Jean Claude Birumushahu |
| 20:00 UTC+1     | Rapport non-officiel                                                  |         |                 | Arbitrage : Noumandiez Doué Songuifolo Yeo Jean Claude Birumushahu | Arbitrage : Noumandiez Doué Songuifolo Yeo Jean Claude Birumushahu |

2e journée
| 23 janvier 2015 | Ghana                | 1 - 0   | Algérie | Estadio de Mongomo, Mongomo                                            |                                                                        |
| 17:00 UTC+1     | Asamoah Gyan 90+2e   | (0 - 0) |         | Arbitrage : Koman Coulibaly Jean Claude Birumushahu Hassan Egueh Yacin | Arbitrage : Koman Coulibaly Jean Claude Birumushahu Hassan Egueh Yacin |
| 17:00 UTC+1     | Rapport non-officiel |         |         | Arbitrage : Koman Coulibaly Jean Claude Birumushahu Hassan Egueh Yacin | Arbitrage : Koman Coulibaly Jean Claude Birumushahu Hassan Egueh Yacin |

| 23 janvier 2015 | Afrique du Sud       | 1 - 1   | Sénégal        | Estadio de Mongomo, Mongomo                                             |                                                                         |
| 20:00 UTC+1     | Oupa Manyisa 47e     | (0 - 0) | 60e Kara Mbodj | Arbitrage : Lemghaifry Ould Ali Angesom Ogbamariam Theogene Ndagijimana | Arbitrage : Lemghaifry Ould Ali Angesom Ogbamariam Theogene Ndagijimana |
| 20:00 UTC+1     | Rapport non-officiel |         |                | Arbitrage : Lemghaifry Ould Ali Angesom Ogbamariam Theogene Ndagijimana | Arbitrage : Lemghaifry Ould Ali Angesom Ogbamariam Theogene Ndagijimana |

3e journée
| 27 janvier 2015 | Afrique du Sud       | 1 - 2   | Ghana                          | Estadio de Mongomo, Mongomo                                       |                                                                   |
| 19:00 UTC+1     | Mandla Masango 17e   | (1 - 0) | 73e John Boye · 83e André Ayew | Arbitrage : Hamada Nampiandraza Evarist Menkouande Songuifolo Yeo | Arbitrage : Hamada Nampiandraza Evarist Menkouande Songuifolo Yeo |
| 19:00 UTC+1     | Rapport non-officiel |         |                                | Arbitrage : Hamada Nampiandraza Evarist Menkouande Songuifolo Yeo | Arbitrage : Hamada Nampiandraza Evarist Menkouande Songuifolo Yeo |

| 27 janvier 2015 | Sénégal              | 0 - 2   | Algérie                               | Nuevo Estadio de Malabo, Malabo                                                 |                                                                                 |
| 19:00 UTC+1     |                      | (0 - 1) | 11e Riyad Mahrez · 82e Nabil Bentaleb | Arbitrage : Rajindraparsad Seechurn Waleed Ahmed Ali Jerson Emiliano Dos Santos | Arbitrage : Rajindraparsad Seechurn Waleed Ahmed Ali Jerson Emiliano Dos Santos |
| 19:00 UTC+1     | Rapport non-officiel |         |                                       | Arbitrage : Rajindraparsad Seechurn Waleed Ahmed Ali Jerson Emiliano Dos Santos | Arbitrage : Rajindraparsad Seechurn Waleed Ahmed Ali Jerson Emiliano Dos Santos |

### Groupe D
| Rang | Équipe        | Pts | J | G | N | P | Bp | Bc | Diff |
| ---- | ------------- | --- | - | - | - | - | -- | -- | ---- |
| 1    | Côte d'Ivoire | 5   | 3 | 1 | 2 | 0 | 3  | 2  | +1   |
| 2    | Guinée        | 3   | 3 | 0 | 3 | 0 | 3  | 3  | 0    |
| 3    | Mali          | 3   | 3 | 0 | 3 | 0 | 3  | 3  | 0    |
| 4    | Cameroun      | 2   | 3 | 0 | 2 | 1 | 2  | 3  | -1   |

Note : à la suite de l'égalité parfaite entre le Mali et la Guinée, un tirage au sort a lieu le 29 janvier pour désigner le deuxième qualifié de ce groupe. Le hasard désigne la Guinée comme qualifiée.
1re journée
| 20 janvier 2015 | Côte d'Ivoire      | 1 - 1   | Guinée                     | Nuevo Estadio de Malabo, Malabo                                  |                                                                  |
| 17:00 UTC+1     | Seydou Doumbia 72e | (0 - 1) | 36e Mohamed Lamine Yattara | Arbitrage : Mehdi Abid Charef Abdelhak Etchiali Yahaya Mahamadou | Arbitrage : Mehdi Abid Charef Abdelhak Etchiali Yahaya Mahamadou |
| 17:00 UTC+1     | Rapport            |         |                            | Arbitrage : Mehdi Abid Charef Abdelhak Etchiali Yahaya Mahamadou | Arbitrage : Mehdi Abid Charef Abdelhak Etchiali Yahaya Mahamadou |

| 20 janvier 2015 | Mali                | 1 - 1   | Cameroun            | Nuevo Estadio de Malabo, Malabo                                           |                                                                           |
| 20:00 UTC+1     | Sambou Yatabaré 71e | (0 - 0) | 84e Ambroise Oyongo | Arbitrage : Janny Sikazwe Jerson Emiliano Dos Santos Oamogetse Godisamang | Arbitrage : Janny Sikazwe Jerson Emiliano Dos Santos Oamogetse Godisamang |
| 20:00 UTC+1     | Rapport             |         |                     | Arbitrage : Janny Sikazwe Jerson Emiliano Dos Santos Oamogetse Godisamang | Arbitrage : Janny Sikazwe Jerson Emiliano Dos Santos Oamogetse Godisamang |

2e journée
| 24 janvier 2015 | Côte d'Ivoire        | 1 - 1   | Mali           | Nuevo Estadio de Malabo, Malabo                                  |                                                                  |
| 17:00 UTC+1     | Max-Alain Gradel 87e | (0 - 1) | 7e Bakary Sako | Arbitrage : Bouchaïb El Ahrach Redouane Achik Malik Alidu Salifu | Arbitrage : Bouchaïb El Ahrach Redouane Achik Malik Alidu Salifu |
| 17:00 UTC+1     | Rapport              |         |                | Arbitrage : Bouchaïb El Ahrach Redouane Achik Malik Alidu Salifu | Arbitrage : Bouchaïb El Ahrach Redouane Achik Malik Alidu Salifu |

| 24 janvier 2015 | Cameroun               | 1 - 1   | Guinée              | Nuevo Estadio de Malabo, Malabo                                  |                                                                  |
| 20:00 UTC+1     | Benjamin Moukandjo 13e | (1 - 1) | 42e Ibrahima Traoré | Arbitrage : Bamlak Tessema Weyesa Abdelhak Etchiali Anouar Hmila | Arbitrage : Bamlak Tessema Weyesa Abdelhak Etchiali Anouar Hmila |
| 20:00 UTC+1     | Rapport                |         |                     | Arbitrage : Bamlak Tessema Weyesa Abdelhak Etchiali Anouar Hmila | Arbitrage : Bamlak Tessema Weyesa Abdelhak Etchiali Anouar Hmila |

3e journée
| 28 janvier 2015 | Cameroun | 0 - 1   | Côte d'Ivoire        | Nuevo Estadio de Malabo, Malabo                                                 |                                                                                 |
| 19:00 UTC+1     |          | (0 - 1) | 36e Max-Alain Gradel | Arbitrage : Eric Arnaud Otogo Castane Abdelhak Etchiali Jean Claude Birumushahu | Arbitrage : Eric Arnaud Otogo Castane Abdelhak Etchiali Jean Claude Birumushahu |

| 28 janvier 2015 | Guinée                    | 1 - 1   | Mali             | Estadio de Mongomo, Mongomo                                |                                                            |
| 19:00 UTC+1     | Kevin Constant 15e (pen.) | (1 - 0) | 47e Modibo Maïga | Arbitrage : Med Said Kordi Anouar Hmila Malik Alidu Salifu | Arbitrage : Med Said Kordi Anouar Hmila Malik Alidu Salifu |

## Phase à élimination directe
|  | Quarts de finale                | Quarts de finale           | Quarts de finale            | Quarts de finale           |                    |                    | Demi-finales              | Demi-finales              | Demi-finales                  | Demi-finales                  |                               |                               | Finale                    | Finale                    | Finale                    | Finale                    |
|  |                                 |                            |                             |                            |                    |                    |                           |                           |                               |                               |                               |                               |                           |                           |                           |                           |
|  | 31 janvier 2015, 17h, Bata      | 31 janvier 2015, 17h, Bata | 31 janvier 2015, 17h, Bata  | 31 janvier 2015, 17h, Bata |                    |                    | 4 février 2015, 20h, Bata | 4 février 2015, 20h, Bata | 4 février 2015, 20h, Bata     | 4 février 2015, 20h, Bata     |                               |                               | 8 février 2015, 20h, Bata | 8 février 2015, 20h, Bata | 8 février 2015, 20h, Bata | 8 février 2015, 20h, Bata |
|  | 31 janvier 2015, 17h, Bata      | 31 janvier 2015, 17h, Bata | 31 janvier 2015, 17h, Bata  | 31 janvier 2015, 17h, Bata |                    |                    | 4 février 2015, 20h, Bata | 4 février 2015, 20h, Bata | 4 février 2015, 20h, Bata     | 4 février 2015, 20h, Bata     |                               |                               | 8 février 2015, 20h, Bata | 8 février 2015, 20h, Bata | 8 février 2015, 20h, Bata | 8 février 2015, 20h, Bata |
|  | 1re A                           | Congo                      | 2                           | 2                          |                    |                    | 4 février 2015, 20h, Bata | 4 février 2015, 20h, Bata | 4 février 2015, 20h, Bata     | 4 février 2015, 20h, Bata     |                               |                               | 8 février 2015, 20h, Bata | 8 février 2015, 20h, Bata | 8 février 2015, 20h, Bata | 8 février 2015, 20h, Bata |
|  | 1re A                           | Congo                      | 2                           | 2                          |                    |                    | 4 février 2015, 20h, Bata | 4 février 2015, 20h, Bata | 4 février 2015, 20h, Bata     | 4 février 2015, 20h, Bata     |                               |                               | 8 février 2015, 20h, Bata | 8 février 2015, 20h, Bata | 8 février 2015, 20h, Bata | 8 février 2015, 20h, Bata |
|  | 2e B                            | RD Congo                   | 4                           | 4                          |                    |                    | 4 février 2015, 20h, Bata | 4 février 2015, 20h, Bata | 4 février 2015, 20h, Bata     | 4 février 2015, 20h, Bata     |                               |                               | 8 février 2015, 20h, Bata | 8 février 2015, 20h, Bata | 8 février 2015, 20h, Bata | 8 février 2015, 20h, Bata |
|  | 2e B                            | RD Congo                   | 4                           | 4                          | RD Congo           | RD Congo           | 1                         | 1                         |                               |                               |                               |                               | 8 février 2015, 20h, Bata | 8 février 2015, 20h, Bata | 8 février 2015, 20h, Bata | 8 février 2015, 20h, Bata |
|  | 1er février 2015, 20h30, Malabo |                            |                             |                            | RD Congo           | RD Congo           | 1                         | 1                         |                               |                               |                               |                               | 8 février 2015, 20h, Bata | 8 février 2015, 20h, Bata | 8 février 2015, 20h, Bata | 8 février 2015, 20h, Bata |
|  |                                 |                            | Côte d'Ivoire               | Côte d'Ivoire              | 3                  | 3                  |                           |                           |                               |                               |                               |                               | 8 février 2015, 20h, Bata | 8 février 2015, 20h, Bata | 8 février 2015, 20h, Bata | 8 février 2015, 20h, Bata |
|  | 1er D                           | Côte d'Ivoire              | Côte d'Ivoire               | Côte d'Ivoire              | 3                  | 3                  | 3                         | 3                         |                               |                               |                               |                               | 8 février 2015, 20h, Bata | 8 février 2015, 20h, Bata | 8 février 2015, 20h, Bata | 8 février 2015, 20h, Bata |
|  | 1er D                           | Côte d'Ivoire              | 5 février 2015, 20h, Malabo |                            |                    |                    | 3                         | 3                         |                               |                               |                               |                               | 8 février 2015, 20h, Bata | 8 février 2015, 20h, Bata | 8 février 2015, 20h, Bata | 8 février 2015, 20h, Bata |
|  | 2e C                            | Algérie                    | 1                           | 1                          |                    |                    |                           |                           |                               |                               |                               |                               | 8 février 2015, 20h, Bata | 8 février 2015, 20h, Bata | 8 février 2015, 20h, Bata | 8 février 2015, 20h, Bata |
|  | 2e C                            | Algérie                    | 1                           | 1                          | Côte d'Ivoire      | Côte d'Ivoire      | 0ap (9)                   | 0ap (9)                   |                               |                               |                               |                               |                           |                           |                           |                           |
|  | 31 janvier 2015, 20h30, Bata    |                            |                             |                            | Côte d'Ivoire      | Côte d'Ivoire      | 0ap (9)                   | 0ap (9)                   |                               |                               |                               |                               |                           |                           |                           |                           |
|  |                                 |                            | Ghana                       | Ghana                      | 0 tab(8)           | 0 tab(8)           |                           |                           |                               |                               |                               |                               |                           |                           |                           |                           |
|  | 1er B                           | Tunisie                    | Ghana                       | Ghana                      | 0 tab(8)           | 0 tab(8)           | 1                         | 1                         |                               |                               |                               |                               |                           |                           |                           |                           |
|  | 1er B                           | Tunisie                    |                             |                            |                    |                    |                           |                           |                               |                               |                               |                               |                           |                           |                           |                           |
|  | 2e A                            | Guinée équatoriale         | 2 ap                        | 2 ap                       |                    |                    |                           |                           |                               |                               |                               |                               |                           |                           |                           |                           |
|  | 2e A                            | Guinée équatoriale         | 2 ap                        | 2 ap                       | Guinée équatoriale | Guinée équatoriale | 0                         | 0                         | Match pour la troisième place | Match pour la troisième place | Match pour la troisième place | Match pour la troisième place |                           |                           |                           |                           |
|  | 1er février 2015, 17h, Malabo   |                            |                             |                            | Guinée équatoriale | Guinée équatoriale | 0                         | 0                         | Match pour la troisième place | Match pour la troisième place | Match pour la troisième place | Match pour la troisième place |                           |                           |                           |                           |
|  |                                 |                            | Ghana                       | Ghana                      | 3                  | 3                  |                           |                           | 7 février 2015, 17h, Malabo   | 7 février 2015, 17h, Malabo   | 7 février 2015, 17h, Malabo   | 7 février 2015, 17h, Malabo   |                           |                           |                           |                           |
|  | 1er C                           | Ghana                      | Ghana                       | Ghana                      | 3                  | 3                  | 3                         | 3                         | 7 février 2015, 17h, Malabo   | 7 février 2015, 17h, Malabo   | 7 février 2015, 17h, Malabo   | 7 février 2015, 17h, Malabo   |                           |                           |                           |                           |
|  | 1er C                           | Ghana                      |                             |                            |                    |                    |                           | 3                         |                               |                               | RD Congo                      | RD Congo                      | 0 tab(4)                  | 0 tab(4)                  |                           |                           |
|  | 2e D                            | Guinée                     | 0                           | 0                          |                    |                    |                           |                           |                               |                               | RD Congo                      | RD Congo                      | 0 tab(4)                  | 0 tab(4)                  |                           |                           |
|  | 2e D                            | Guinée                     | 0                           | 0                          | Guinée équatoriale | Guinée équatoriale | 0 (2)                     | 0 (2)                     |                               |                               |                               |                               |                           |                           |                           |                           |
|  |                                 |                            |                             |                            |                    |                    |                           |                           |                               |                               |                               |                               |                           |                           |                           |                           |

### Quarts de finale
Lors de ces quarts de finale, le premier match a été renversant: l'équipe du RD Congo, dans son derby face au frère Congo, inversa la vapeur en marquant 4 buts en 25 minutes, après avoir été menée 2 buts à 0, et parvient ainsi à se hisser en demi-finale pour la première fois depuis 1998. Le pays organisateur parvient à se qualifier en réalisant un hold-up face à la Tunisie grâce à un penalty imaginaire accordé par l'arbitre aux locaux aux toutes dernières minutes du match leur permettant ainsi d'aller en prolongation et de gagner le match par un magnifique coup franc. Le Ghana, un favori traditionnel de cette coupe, se qualifie facilement par 3 buts à 0 face à une Guinée inexistante. L'Algérie, favori après son parcours en coupe du monde et malgré sa maîtrise technique sur le match, est battue par les belles individualités de la Côte d'Ivoire.
| 31 janvier 2015 | Congo                                  | 2 - 4   | RD Congo                                                           | Estadio de Bata, Bata       |                             |
| 17:00 UTC+1     | Férébory Doré 55e · Thievy Bifouma 62e | (0 - 0) | 65e 90+1e Dieumerci Mbokani · 75e Jérémy Bokila · 81e Joel Kimuaki | Arbitrage : Bernard Camille | Arbitrage : Bernard Camille |

| 1er février 2015 | Côte d'Ivoire                          | 3-1   | Algérie           | Nuevo Estadio de Malabo, Malabo |                            |
| 20:30 UTC+1      | Wilfried Bony 26e 68e · Gervinho 90+4e | (1-0) | 51e Hilal Soudani | Arbitrage : Bakary Gassama      | Arbitrage : Bakary Gassama |

| 31 janvier 2015 | Tunisie           | 1 - 2 a. p.     | Guinée équatoriale              | Estadio de Bata, Bata               |                                     |
| 20:30 UTC+1     | Ahmed Akaichi 70e | (0 - 0 , 1 - 1) | 90+3e (pen.) 102e Javier Balboa | Arbitrage : Rajindraparsad Seechurn | Arbitrage : Rajindraparsad Seechurn |

| 1er février 2015 | Ghana                                    | 3 - 0   | Guinée | Nuevo Estadio de Malabo, Malabo |                           |
| 17:00 UTC+1      | Christian Atsu 4e 61e · Kwesi Appiah 44e | (2 - 0) |        | Arbitrage : Janny Sikazwe       | Arbitrage : Janny Sikazwe |

### Demi-finales
| 4 février 2015 | RD Congo              | 1 - 3   | Côte d'Ivoire                                      | Estadio de Bata, Bata   |                         |
| 20:00 UTC+1    | Dieumerci Mbokani 24e | (1 - 2) | 20e Yaya Touré · 41e Gervinho · 68e Wilfried Kanon | Arbitrage : Sidi Alioum | Arbitrage : Sidi Alioum |

| 5 février 2015 | Ghana                                                        | 3 - 0   | Guinée équatoriale | Nuevo Estadio de Malabo, Malabo   |                                   |
| 20:00 UTC+1    | Jordan Ayew 42e (pen.) · Mubarak Wakaso 46e · André Ayew 75e | (2 - 0) |                    | Arbitrage : en:Eric Otogo-Castane | Arbitrage : en:Eric Otogo-Castane |

### Match pour la troisième place
| 7 février 2015 | RD Congo                             | 0 - 0           | Guinée équatoriale                  | Nuevo Estadio de Malabo Malabo |                          |
| 17:00 UTC+1    |                                      | (0 - 0)         |                                     | Arbitrage : Gehad Grisha       | Arbitrage : Gehad Grisha |
| 17:00 UTC+1    | Mabwati · Mabidi · Mbemba · Mongongu | Tirs au but 4-2 | Balboa · Fabiani · Juvenal · Ellong | Arbitrage : Gehad Grisha       | Arbitrage : Gehad Grisha |

### Finale
| 8 février 2015 | Côte d'Ivoire                                                                                     | 0 - 0 a. p.     | Ghana                                                                                          | Estadio de Bata, Bata      |                            |
| 20:00 UTC+1    |                                                                                                   | (0 - 0)         |                                                                                                | Arbitrage : Bakary Gassama | Arbitrage : Bakary Gassama |
| 20:00 UTC+1    | Bony · Tallo · Aurier · Doumbia · Y. Touré · Kalou · K. Touré · Kanon · Bailly · Die · Barry Copa | Tirs au but 9-8 | Wakaso · J. Ayew · Acquah · Acheampong · A. Ayew · Mensah · Badu · Afful · Baba · Boye · Razak | Arbitrage : Bakary Gassama | Arbitrage : Bakary Gassama |

## Classements et statistiques

### Classement des buteurs
3 buts
- Dieumerci Mbokani
- Thievy Bifouma
- Javier Balboa
- André Ayew
- Ahmed Akaichi

  2 buts
- Jérémy Bokila
- Gervinho
- Wilfried Bony
- Max-Alain Gradel
- Christian Atsu

  1 but
- Oupa Manyisa
- Mandla Masango
- Thuso Phala
- Nabil Bentaleb
- Faouzi Ghoulam
- Riyad Mahrez
- Islam Slimani
- Hilal Soudani
- Aristide Bancé
- Benjamin Moukandjo
- Ambroise Oyongo
- Héldon
- Yannick Bolasie
- Joel Kimuaki
- Férébory Doré
- Fabrice N'Guessi Ondama
- Prince Oniangué
- Seydou Doumbia
- Wilfried Kanon
- Yaya Touré
- Pierre-Emerick Aubameyang
- Malick Evouna
- Kwesi Appiah
- Jordan Ayew
- John Boye
- Asamoah Gyan
- Mubarak Wakaso
- Kevin Constant
- Ibrahima Traoré
- Mohamed Yattara
- Emilio Nsue
- Ibán Salvador
- Modibo Maïga
- Bakary Sako
- Sambou Yatabaré
- Mame Biram Diouf
- Kara Mbodj
- Moussa Sow
- Yassine Chikhaoui
- Mohamed Ali Moncer
- Emmanuel Mayuka
- Given Singuluma

  but contre son camp
- Thulani Hlatshwayo pour  l'Algérie.

### Passes décisives
Le meilleur passeur du tournoi est  Wilfried Bony avec 3 passes décisives.

### Classement des équipes
| Classement de la Coupe d'Afrique des nations |                    |                         |
| \| Place \| Nation \| Stade de la compétition \| \| ------------------ \| ------------------ \| ----------------------- \| \| Médaille d'or \| Côte d'Ivoire \| Vainqueur \| \| Médaille d'argent \| Ghana \| Finaliste \| \| Médaille de bronze \| RD Congo \| Demi-finale \| \| 4 \| Guinée équatoriale \| Demi-finale \| \| 5 \| Congo \| Quarts de finale \| \| 6 \| Algérie \| Quarts de finale \| \| 7 \| Tunisie \| Quarts de finale \| \| 8 \| Guinée \| Quarts de finale \| \| 9 \| Sénégal \| Premier tour \| \| 10 \| Mali \| Premier tour \| \| 11 \| Cap-Vert \| Premier tour \| \| 12 \| Gabon \| Premier tour \| \| 13 \| Cameroun \| Premier tour \| \| 14 \| Zambie \| Premier tour \| \| 15 \| Afrique du Sud \| Premier tour \| \| 16 \| Burkina Faso \| Premier tour \| |                    |                         |
| Place | Nation             | Stade de la compétition |
| Médaille d'or | Côte d'Ivoire      | Vainqueur               |
| Médaille d'argent | Ghana              | Finaliste               |
| Médaille de bronze | RD Congo           | Demi-finale             |
| 4 | Guinée équatoriale | Demi-finale             |
| 5 | Congo              | Quarts de finale        |
| 6 | Algérie            | Quarts de finale        |
| 7 | Tunisie            | Quarts de finale        |
| 8 | Guinée             | Quarts de finale        |
| 9 | Sénégal            | Premier tour            |
| 10 | Mali               | Premier tour            |
| 11 | Cap-Vert           | Premier tour            |
| 12 | Gabon              | Premier tour            |
| 13 | Cameroun           | Premier tour            |
| 14 | Zambie             | Premier tour            |
| 15 | Afrique du Sud     | Premier tour            |
| 16 | Burkina Faso       | Premier tour            |

### Récompenses individuelles
| Prix                     | Lauréat                    |
| ------------------------ | -------------------------- |
| Meilleur joueur (Orange) | Christian Atsu             |
| Meilleur buteur (Pepsi)  | André Ayew                 |
| Plus beau but (Nissan)   | Christian Atsu (v. Guinée) |